# Карт, Виктор Эммануилович
Ви́ктор Эммануи́лович Ка́рт (19 июня 1929, Берди́чев — 25 июля 2024, Ганновер) — шахматный тренер, дважды чемпион Львова (1953, 1958), дважды чемпион ДСО «Авангард» (1958 — опередил Штейна, 1961), заслуженный тренер СССР (1973), создатель львовской шахматной школы.

## Биография
Родился в Бердичеве. В семь лет отец, военный врач, подарил Виктору шахматы. С четвёртого класса стал участвовать в школьных шахматных соревнованиях. После седьмого класса начал работать на заводе слесарем. Впоследствии переехал в Житомир, где стал чемпионом города среди школьников.
В 1948 году поступил на исторический факультет Львовского университета. С начала 50-х возглавил сборную области, которая выступала на чемпионате Украины.
Воспитал во Львове ряд гроссмейстеров:
- А. Белявского — чемпион мира среди юношей, четырёхкратный чемпион СССР, претендент на звание чемпиона мира, неоднократный победитель Всемирных шахматных Олимпиад, командных Чемпионата Мира и Европы;
- О. Романишина;
- А. Михальчишина;
- М. Литинскую — чемпионка СССР, претендентка на звание чемпионки мира.

Работал тренером сборной команды УССР, ДСО «Авангард» и «Труд». За достижения в области шахмат награждён орденом «Знак Почёта» (1981).
Воспитал двух дочерей. Позднее переехал жить в Германию в город Ганновер, где работал тренером в местном спортивном клубе «Маккаби».
Умер 25 июля 2024 года в больнице Ганновера от воспаления лёгких в возрасте 95 лет.

## Судья
Многократно был шахматным судьей. В частности на:
- Международный юношеский турнир 1961 года в Львове[3].

## Отзывы
Чемпион Словении 2002 года А. Михальчишин:

Что характерно для Карта-тренера? Он первым понял, что единственный эффективный путь — индивидуальный подход к каждому ученику, никаких общих дебютных репертуаров, что характерно для многих тренеров. Обучение самостоятельной работе и приятнейшая дружеская атмосфера во время занятий… Он никогда не принижал труд своих коллег и смог привлечь к работе со сборной Украины, многолетним тренером которой он был, известного киевского мастера Юрия Сахарова, находившегося в опале. Считаю большим успехом Карта и решение, что ученики его перерастают, и им нужно искать тренеров и спарринг-партнёров… Он великолепно восстанавливал каждого из нас после поражений, зная характер и особенности личности. Свои секреты никому не передавал — он патологически ненавидел что-то писать, поэтому ученики, которые сами решили стать тренерами, должны были по крупицам восстанавливать его опыт… В советские времена поработал в Бирме и на Островах Зелёного Мыса. А ныне многие его ученики разбросаны по миру — в Словении, Израиле, США, Германии…